# Collotheca stephanochaeta
Collotheca stephanochaeta is een raderdiertjessoort uit de familie Collothecidae. De wetenschappelijke naam van deze soort is voor het eerst geldig gepubliceerd in 1936 door Edmondson.